# Chavi Pascual
Carlos Javier Pascual Luca de Tena (Bilbao, España, 9 de julio de 1981), conocido como Chavi Pascual, es un exfutbolista español. Jugaba de guardameta y se retiró como futbolista en Argentina tras haberse iniciado en la cantera del Athletic Club. Actualmente se dedica a la gestión y asesoramiento de futbolistas en Buenos Aires.

## Clubes
| Club                                    | País      | Año        |
| --------------------------------------- | --------- | ---------- |
| Club Deportivo Baskonia                 | España    | 2000-2002  |
| Arenas de Getxo                         | España    | 2002-2003  |
| CA Osasuna B                            | España    | 2003-2004  |
| Amurrio CF                              | España    | 2004-2005  |
| Sociedad Deportiva Eibar                | España    | 2005       |
| Real Oviedo                             | España    | 2005-2006  |
| Racing de Santander B                   | España    | 2006-2007  |
| Barakaldo CF                            | España    | 2007-2008  |
| Nàstic de Tarragona                     | España    | 2008-2010  |
| General Rojo de San Nicolás             | Argentina | 2012       |
| Mercado Central Sacachispas Fútbol Club | Argentina | 2012- 2013 |
| Excursionistas                          | Argentina | 2013- 2015 |
| Deportivo Español                       | Argentina | 2015- 2017 |